# 国立济州博物馆
国立济州博物馆（韓語：국립제주박물관）是一座位于济州特别自治道的国立博物馆。

## 历史
1992年12月31日开工，2000年12月28日落成，2001年6月15日开馆。博物馆按时间顺序和主题展示具有当地文化和历史发展的永久收藏文物。还举办了特别展览，例如“济州的生活，济州的美丽”和“航海史和沉船史”，展示了朝鲜半岛文化和济州文化的精髓，并展示了几个世纪以来东北亚航海贸易历史。

## 营业时间
- 周二至周五：上午九点至下午六点
- 周六、周日及节假日：上午九点至下午七点
- 周一、元旦、春节及中秋闭馆